# Караозек (курган)
Караозек (каз. Қараөзек) — курган эпохи бронзы в Восточно-Казахстанской области.
Расположен в селе Караозек, в 19 км от города Усть-Каменогорск, в 11 км. к юго-юго-западу от р.Бурнак, в 5 км. к северо-востоку от урочища Караколь, на невысокой сопке.
В 1910 году был исследован экспедицией под руководством Р. Н. Каменского. В ходе раскопок обнаружены останки погребённых, глиняная посуда, кругообразные медные предметы. В захоронениях применялось огненное погребение.